# Équipe du Ghana de football à la Coupe du monde 2014
Cet article relate le parcours de l'équipe du Ghana de football lors de la Coupe du monde de football 2014 organisée au Brésil du 12 juin au 13 juillet 2014.

## Effectif
La liste définitive des 23 est connue.
| Numéro / Nom       | Numéro / Nom           | Club                   | Date de naissance | J.              | Buts            |                 |                 |                 |
| Gardiens de but    | Gardiens de but        | Gardiens de but        | Gardiens de but   | Gardiens de but | Gardiens de but | Gardiens de but | Gardiens de but | Gardiens de but |
| ------------------ | ---------------------- | ---------------------- | ----------------- | --------------- | --------------- | --------------- | --------------- | --------------- |
| 12                 | Adam Kwarasey          | Strømsgodset           | 12.12.1987        | 1               | 0               | 0               | 0               | 0               |
| 16                 | Fatau Dauda            | Orlando Pirates        | 06.04.1985        | 2               | 0               | 0               | 0               | 0               |
| 1                  | Stephen Adams          | Aduana Stars           | 28.09.1989        | 0               | 0               | 0               | 0               | 0               |
| Défenseurs         |                        |                        |                   |                 |                 |                 |                 |                 |
| 2                  | Samuel Inkoom          | Platanias              | 01.06.1989        | 0               | 0               | 0               | 0               | 0               |
| 23                 | Harrison Afful         | Espérance Tunis        | 24.06.1986        | 2               | 0               | 1               | 0               | 0               |
| 21                 | John Boye              | Stade rennais          | 24.04.1987        | 3               | 0               | 0               | 0               | 0               |
| 19                 | Jonathan Mensah        | Évian Thonon Gaillard  | 13.07.1990        | 3               | 0               | 0               | 0               | 0               |
| 4                  | Daniel Opare           | Standard de Liège      | 18.10.1990        | 1               | 0               | 0               | 0               | 0               |
| 15                 | Rashid Sumaila         | Mamelodi Sundowns      | 18.12.1992        | 0               | 0               | 0               | 0               | 0               |
| Milieux de terrain |                        |                        |                   |                 |                 |                 |                 |                 |
| 11                 | Sulley Muntari         | AC Milan               | 27.08.1984        | 2               | 0               | 2               | 0               | 0               |
| 20                 | Kwadwo Asamoah         | Juventus               | 12.09.1988        | 3               | 0               | 0               | 0               | 0               |
| 5                  | Michael Essien         | AC Milan               | 03.12.1982        | 1               | 0               | 0               | 0               | 0               |
| 8                  | Emmanuel Agyemang-Badu | Udinese                | 02.12.1990        | 2               | 0               | 0               | 0               | 0               |
| 10                 | André Ayew             | Olympique de Marseille | 17.12.1989        | 3               | 2               | 0               | 0               | 0               |
| 7                  | Christian Atsu         | Vitesse                | 10.01.1992        | 3               | 0               | 0               | 0               | 0               |
| 22                 | Mubarak Wakaso         | Roubine Kazan          | 25.07.1990        | 2               | 0               | 0               | 0               | 0               |
| 17                 | Mohammed Rabiu         | Kouban Krasnodar       | 31.12.1989        | 3               | 0               | 1               | 0               | 0               |
| 14                 | Albert Adomah          | Middlesbrough          | 13.12.1987        | 1               | 0               | 0               | 0               | 0               |
| 9                  | Kevin-Prince Boateng   | Schalke 04             | 06.03.1987        | 2               | 0               | 0               | 0               | 0               |
| 6                  | Afriyie Acquah         | Parme FC               | 05.01.1992        | 1               | 0               | 0               | 0               | 0               |
| Attaquants         |                        |                        |                   |                 |                 |                 |                 |                 |
| 3                  | Asamoah Gyan           | Al-Aïn                 | 22.11.1985        | 3               | 2               | 0               | 0               | 0               |
| 18                 | Majeed Waris           | Valenciennes FC        | 19.09.1991        | 1               | 0               | 1               | 0               | 0               |
| 13                 | Jordan Ayew            | FC Sochaux             | 11.09.1991        | 3               | 0               | 1               | 0               | 0               |
| Sélectionneur      |                        |                        |                   |                 |                 |                 |                 |                 |
|                    | James Kwesi Appiah     |                        | 30.06.1960        |                 |                 |                 |                 |                 |

## Coupe du monde

### Premier tour - Groupe G
|   | Équipe     | Pts | J | G | N | P | Bp | Bc | Diff |
| 1 | Allemagne  | 7   | 3 | 2 | 1 | 0 | 7  | 2  | 5    |
| 2 | États-Unis | 4   | 3 | 1 | 1 | 1 | 4  | 4  | 0    |
| 3 | Portugal   | 4   | 3 | 1 | 1 | 1 | 4  | 7  | -3   |
| 4 | Ghana      | 1   | 3 | 0 | 1 | 2 | 4  | 6  | -2   |

| J 1 | 16 juin 2014 | Allemagne  | 4 - 0 | Portugal   |
| J 1 | 16 juin 2014 | Ghana      | 1 - 2 | États-Unis |
| J 2 | 21 juin 2014 | Allemagne  | 2 - 2 | Ghana      |
| J 2 | 22 juin 2014 | États-Unis | 2 - 2 | Portugal   |
| J 3 | 26 juin 2014 | États-Unis | 0 - 1 | Allemagne  |
| J 3 | 26 juin 2014 | Portugal   | 2 - 1 | Ghana      |

#### Ghana - États-Unis
| Match 14                                                 | Ghana          | 1 - 2   | États-Unis                          | Arena das Dunas, Natal                                                |                                                                       |
| 16 juin 2014 · 19:00 (UTC-3) · Historique des rencontres | André Ayew 82e | (0 - 1) | 1re Clint Dempsey · 86e John Brooks | Spectateurs : 39 760 · Arbitrage : Jonas Eriksson · Photos du match · | Spectateurs : 39 760 · Arbitrage : Jonas Eriksson · Photos du match · |
| 16 juin 2014 · 19:00 (UTC-3) · Historique des rencontres | Rapport        |         |                                     | Spectateurs : 39 760 · Arbitrage : Jonas Eriksson · Photos du match · | Spectateurs : 39 760 · Arbitrage : Jonas Eriksson · Photos du match · |

| Ghana | États-Unis |

| GHANA :            |    |                      |  |     |       |
|                    |    |                      |  |     |       |
| Gardien de but     | 12 | Adam Larsen Kwarasey |  |     |       |
|                    | 3  | Asamoah Gyan         |  |     |       |
|                    | 4  | Daniel Opare         |  |     |       |
|                    | 7  | Christian Atsu       |  | 78e |       |
|                    | 10 | André Ayew           |  |     |       |
|                    | 11 | Sulley Muntari       |  |     | 90+2e |
|                    | 13 | Jordan Ayew          |  | 59e |       |
|                    | 17 | Mohammed Rabiu       |  | 71e | 30e   |
|                    | 19 | Jonathan Mensah      |  |     |       |
|                    | 20 | Kwadwo Asamoah       |  |     |       |
|                    | 21 | John Boye            |  |     |       |
| Remplaçants :      |    |                      |  |     |       |
|                    | 9  | Kevin-Prince Boateng |  | 59e |       |
|                    | 5  | Michael Essien       |  | 71e |       |
|                    | 14 | Albert Adomah        |  | 78e |       |
| Sélectionneur :    |    |                      |  |     |       |
| James Kwesi Appiah |    |                      |  |     |       |

| ÉTATS-UNIS :     |    |                  |  |     |
|                  |    |                  |  |     |
| Gardien de but   | 1  | Tim Howard       |  |     |
|                  | 4  | Michael Bradley  |  |     |
|                  | 5  | Matt Besler      |  | 46e |
|                  | 7  | DaMarcus Beasley |  |     |
|                  | 8  | Clint Dempsey    |  |     |
|                  | 11 | Alejandro Bedoya |  | 77e |
|                  | 13 | Jermaine Jones   |  |     |
|                  | 15 | Kyle Beckerman   |  |     |
|                  | 17 | Jozy Altidore    |  | 23e |
|                  | 20 | Geoff Cameron    |  |     |
|                  | 23 | Fabian Johnson   |  |     |
| Remplaçants :    |    |                  |  |     |
|                  | 9  | Aron Jóhannsson  |  | 23e |
|                  | 6  | John Brooks      |  | 46e |
|                  | 19 | Graham Zusi      |  | 77e |
| Sélectionneur :  |    |                  |  |     |
| Jürgen Klinsmann |    |                  |  |     |

| Assistants : Mathias Klasenius Daniel Wärnmark Quatrième arbitre : Norbert Hauata Cinquième arbitre : Marwa Range Homme du Match : Clint Dempsey |

#### Allemagne - Ghana
| Match 29                                                 | Allemagne                            | 2 - 2   | Ghana                             | Stade Governador-Plácido-Castelo, Fortaleza                         |                                                                     |
| 21 juin 2014 · 16:00 (UTC-3) · Historique des rencontres | Mario Götze 51e · Miroslav Klose 71e | (0 - 0) | 54e André Ayew · 63e Asamoah Gyan | Spectateurs : 51 081 · Arbitrage : Sandro Ricci · Photos du match · | Spectateurs : 51 081 · Arbitrage : Sandro Ricci · Photos du match · |
| 21 juin 2014 · 16:00 (UTC-3) · Historique des rencontres | Rapport                              |         |                                   | Spectateurs : 51 081 · Arbitrage : Sandro Ricci · Photos du match · | Spectateurs : 51 081 · Arbitrage : Sandro Ricci · Photos du match · |

| Allemagne | Ghana |

| ALLEMAGNE :     |    |                        |  |     |
|                 |    |                        |  |     |
| Gardien de but  | 1  | Manuel Neuer           |  |     |
|                 | 4  | Benedikt Höwedes       |  |     |
|                 | 5  | Mats Hummels           |  |     |
|                 | 6  | Sami Khedira           |  | 70e |
|                 | 8  | Mesut Özil             |  |     |
|                 | 13 | Thomas Müller          |  |     |
|                 | 16 | Philipp Lahm           |  |     |
|                 | 17 | Per Mertesacker        |  |     |
|                 | 18 | Toni Kroos             |  |     |
|                 | 19 | Mario Götze            |  | 69e |
|                 | 20 | Jérôme Boateng         |  | 46e |
| Remplaçants :   |    |                        |  |     |
|                 | 11 | Miroslav Klose         |  | 69e |
|                 | 21 | Shkodran Mustafi       |  | 46e |
|                 | 7  | Bastian Schweinsteiger |  | 70e |
| Sélectionneur : |    |                        |  |     |
| Joachim Löw     |    |                        |  |     |

| GHANA :            |    |                        |  |     |       |
|                    |    |                        |  |     |       |
| Gardien de but     | 16 | Abdul Fatawu Dauda     |  |     |       |
|                    | 3  | Asamoah Gyan           |  |     |       |
|                    | 7  | Christian Atsu         |  | 72e |       |
|                    | 9  | Kevin-Prince Boateng   |  | 52e |       |
|                    | 10 | André Ayew             |  |     |       |
|                    | 11 | Sulley Muntari         |  |     | 90+3e |
|                    | 17 | Mohammed Rabiu         |  | 78e |       |
|                    | 19 | Jonathan Mensah        |  |     |       |
|                    | 20 | Kwadwo Asamoah         |  |     |       |
|                    | 21 | John Boye              |  |     |       |
|                    | 23 | Harrison Afful         |  |     |       |
| Remplaçants :      |    |                        |  |     |       |
|                    | 13 | Jordan Ayew            |  | 52e |       |
|                    | 22 | Wakaso Mubarak         |  | 72e |       |
|                    | 8  | Emmanuel Agyemang-Badu |  | 78e |       |
| Sélectionneur :    |    |                        |  |     |       |
| James Kwesi Appiah |    |                        |  |     |       |

| Assistants : Emerson de Carvalho Marcelo van Gasse Quatrième arbitre : Víctor Hugo Carrillo Cinquième arbitre : Rodney Aquino Homme du Match : Mario Götze |

#### Portugal - Ghana
| Match 46                                                 | Portugal                                    | 2 - 1   | Ghana            | Stade national de Brasilia Mané Garrincha, Brasilia                    |                                                                        |
| 26 juin 2014 · 13:00 (UTC-3) · Historique des rencontres | 31e (csc) John Boye · 80e Cristiano Ronaldo | (0 - 1) | Asamoah Gyan 57e | Spectateurs : 67 540 · Arbitrage : Nawaf Shukralla · Photos du match · | Spectateurs : 67 540 · Arbitrage : Nawaf Shukralla · Photos du match · |
| 26 juin 2014 · 13:00 (UTC-3) · Historique des rencontres | rapport                                     |         |                  | Spectateurs : 67 540 · Arbitrage : Nawaf Shukralla · Photos du match · | Spectateurs : 67 540 · Arbitrage : Nawaf Shukralla · Photos du match · |

| Portugal | Ghana |

| PORTUGAL :      |    |                   |  |     |       |
|                 |    |                   |  |     |       |
| Gardien de but  | 22 | Beto              |  | 89e |       |
|                 | 2  | Bruno Alves       |  |     |       |
|                 | 3  | Pepe              |  |     |       |
|                 | 4  | Miguel Veloso     |  |     |       |
|                 | 6  | William Carvalho  |  |     |       |
|                 | 7  | Cristiano Ronaldo |  |     |       |
|                 | 8  | João Moutinho     |  |     | 90+4e |
|                 | 17 | Nani              |  |     |       |
|                 | 20 | Rúben Amorim      |  |     |       |
|                 | 21 | João Pereira      |  | 61e |       |
|                 | 23 | Hélder Postiga    |  | 69e |       |
| Remplaçants :   |    |                   |  |     |       |
|                 | 18 | Silvestre Varela  |  | 61e |       |
|                 | 10 | Vieirinha         |  | 69e |       |
| Gardien de but  | 1  | Eduardo           |  | 89e |       |
| Sélectionneur : |    |                   |  |     |       |
| Paulo Bento     |    |                   |  |     |       |

| GHANA :            |    |                        |  |     |     |
|                    |    |                        |  |     |     |
| Gardien de but     | 16 | Fatau Dauda            |  |     |     |
|                    | 3  | Asamoah Gyan           |  |     |     |
|                    | 7  | Christian Atsu         |  |     |     |
|                    | 8  | Emmanuel Agyemang-Badu |  |     |     |
|                    | 10 | André Ayew             |  | 81e |     |
|                    | 17 | Mohammed Rabiu         |  | 76e |     |
|                    | 18 | Abdul Majeed Waris     |  | 71e | 55e |
|                    | 19 | Jonathan Mensah        |  |     |     |
|                    | 20 | Kwadwo Asamoah         |  |     |     |
|                    | 21 | John Boye              |  |     |     |
|                    | 23 | Harrison Afful         |  |     | 39e |
| Remplaçants :      |    |                        |  |     |     |
|                    | 13 | Jordan Ayew            |  | 71e | 78e |
|                    | 6  | Afriyie Acquah         |  | 76e |     |
|                    | 22 | Mubarak Wakaso         |  | 81e |     |
| Sélectionneur :    |    |                        |  |     |     |
| James Kwesi Appiah |    |                        |  |     |     |

| Assistants : Yaser Tulefat Ebrahim Saleh Quatrième arbitre : Wilmar Roldán Cinquième arbitre : Eduardo Díaz Homme du Match : Cristiano Ronaldo |

## Statistiques

### Temps de jeu
| Joueur                 |          |          |          | TT       | But inscrit | MJ       | MT       | Légende |
| ---------------------- | -------- | -------- | -------- | -------- | ----------- | -------- | -------- | --- |
| Gardiens               | Gardiens | Gardiens | Gardiens | Gardiens | Gardiens    | Gardiens | Gardiens | Abréviations et symboles : · TT : Total de minutes jouées · MJ : Nombre de matchs joués · MT : Matchs joués en tant que titulaire · : but · : joueur entré · : joueur remplacé · : capitaine · : carton jaune · : carton rouge |
| Adam Kwarasey          |          |          |          |          |             |          |          | Abréviations et symboles : · TT : Total de minutes jouées · MJ : Nombre de matchs joués · MT : Matchs joués en tant que titulaire · : but · : joueur entré · : joueur remplacé · : capitaine · : carton jaune · : carton rouge |
| Fatau Dauda            |          |          |          |          |             |          |          | Abréviations et symboles : · TT : Total de minutes jouées · MJ : Nombre de matchs joués · MT : Matchs joués en tant que titulaire · : but · : joueur entré · : joueur remplacé · : capitaine · : carton jaune · : carton rouge |
| Stephen Adams          |          |          |          |          |             |          |          | Abréviations et symboles : · TT : Total de minutes jouées · MJ : Nombre de matchs joués · MT : Matchs joués en tant que titulaire · : but · : joueur entré · : joueur remplacé · : capitaine · : carton jaune · : carton rouge |
| Défenseurs             |          |          |          |          |             |          |          | Abréviations et symboles : · TT : Total de minutes jouées · MJ : Nombre de matchs joués · MT : Matchs joués en tant que titulaire · : but · : joueur entré · : joueur remplacé · : capitaine · : carton jaune · : carton rouge |
| Samuel Inkoom          |          |          |          |          |             |          |          | Abréviations et symboles : · TT : Total de minutes jouées · MJ : Nombre de matchs joués · MT : Matchs joués en tant que titulaire · : but · : joueur entré · : joueur remplacé · : capitaine · : carton jaune · : carton rouge |
| Samuel Inkoom          |          |          |          |          |             |          |          | Abréviations et symboles : · TT : Total de minutes jouées · MJ : Nombre de matchs joués · MT : Matchs joués en tant que titulaire · : but · : joueur entré · : joueur remplacé · : capitaine · : carton jaune · : carton rouge |
| John Boye              |          |          |          |          |             |          |          | Abréviations et symboles : · TT : Total de minutes jouées · MJ : Nombre de matchs joués · MT : Matchs joués en tant que titulaire · : but · : joueur entré · : joueur remplacé · : capitaine · : carton jaune · : carton rouge |
| Jonathan Mensah        |          |          |          |          |             |          |          | Abréviations et symboles : · TT : Total de minutes jouées · MJ : Nombre de matchs joués · MT : Matchs joués en tant que titulaire · : but · : joueur entré · : joueur remplacé · : capitaine · : carton jaune · : carton rouge |
| Daniel Opare           |          |          |          |          |             |          |          | Abréviations et symboles : · TT : Total de minutes jouées · MJ : Nombre de matchs joués · MT : Matchs joués en tant que titulaire · : but · : joueur entré · : joueur remplacé · : capitaine · : carton jaune · : carton rouge |
| Rashid Sumaila         |          |          |          |          |             |          |          | Abréviations et symboles : · TT : Total de minutes jouées · MJ : Nombre de matchs joués · MT : Matchs joués en tant que titulaire · : but · : joueur entré · : joueur remplacé · : capitaine · : carton jaune · : carton rouge |
| Milieux                |          |          |          |          |             |          |          | Abréviations et symboles : · TT : Total de minutes jouées · MJ : Nombre de matchs joués · MT : Matchs joués en tant que titulaire · : but · : joueur entré · : joueur remplacé · : capitaine · : carton jaune · : carton rouge |
| Sulley Muntari         |          |          |          |          |             |          |          | Abréviations et symboles : · TT : Total de minutes jouées · MJ : Nombre de matchs joués · MT : Matchs joués en tant que titulaire · : but · : joueur entré · : joueur remplacé · : capitaine · : carton jaune · : carton rouge |
| Kwadwo Asamoah         |          |          |          |          |             |          |          | Abréviations et symboles : · TT : Total de minutes jouées · MJ : Nombre de matchs joués · MT : Matchs joués en tant que titulaire · : but · : joueur entré · : joueur remplacé · : capitaine · : carton jaune · : carton rouge |
| Michael Essien         |          |          |          |          |             |          |          | Abréviations et symboles : · TT : Total de minutes jouées · MJ : Nombre de matchs joués · MT : Matchs joués en tant que titulaire · : but · : joueur entré · : joueur remplacé · : capitaine · : carton jaune · : carton rouge |
| Emmanuel Agyemang-Badu |          |          |          |          |             |          |          | Abréviations et symboles : · TT : Total de minutes jouées · MJ : Nombre de matchs joués · MT : Matchs joués en tant que titulaire · : but · : joueur entré · : joueur remplacé · : capitaine · : carton jaune · : carton rouge |
| André Ayew             |          |          |          |          |             |          |          | Abréviations et symboles : · TT : Total de minutes jouées · MJ : Nombre de matchs joués · MT : Matchs joués en tant que titulaire · : but · : joueur entré · : joueur remplacé · : capitaine · : carton jaune · : carton rouge |
| Christian Atsu         |          |          |          |          |             |          |          | Abréviations et symboles : · TT : Total de minutes jouées · MJ : Nombre de matchs joués · MT : Matchs joués en tant que titulaire · : but · : joueur entré · : joueur remplacé · : capitaine · : carton jaune · : carton rouge |
| Wakaso Mubarak         |          |          |          |          |             |          |          | Abréviations et symboles : · TT : Total de minutes jouées · MJ : Nombre de matchs joués · MT : Matchs joués en tant que titulaire · : but · : joueur entré · : joueur remplacé · : capitaine · : carton jaune · : carton rouge |
| Mohammed Rabiu         |          |          |          |          |             |          |          | Abréviations et symboles : · TT : Total de minutes jouées · MJ : Nombre de matchs joués · MT : Matchs joués en tant que titulaire · : but · : joueur entré · : joueur remplacé · : capitaine · : carton jaune · : carton rouge |
| Albert Adomah          |          |          |          |          |             |          |          | Abréviations et symboles : · TT : Total de minutes jouées · MJ : Nombre de matchs joués · MT : Matchs joués en tant que titulaire · : but · : joueur entré · : joueur remplacé · : capitaine · : carton jaune · : carton rouge |
| Kevin-Prince Boateng   |          |          |          |          |             |          |          | Abréviations et symboles : · TT : Total de minutes jouées · MJ : Nombre de matchs joués · MT : Matchs joués en tant que titulaire · : but · : joueur entré · : joueur remplacé · : capitaine · : carton jaune · : carton rouge |
| Afriyie Acquah         |          |          |          |          |             |          |          | Abréviations et symboles : · TT : Total de minutes jouées · MJ : Nombre de matchs joués · MT : Matchs joués en tant que titulaire · : but · : joueur entré · : joueur remplacé · : capitaine · : carton jaune · : carton rouge |
| Attaquants             |          |          |          |          |             |          |          | Abréviations et symboles : · TT : Total de minutes jouées · MJ : Nombre de matchs joués · MT : Matchs joués en tant que titulaire · : but · : joueur entré · : joueur remplacé · : capitaine · : carton jaune · : carton rouge |
| Asamoah Gyan           |          |          |          |          |             |          |          | Abréviations et symboles : · TT : Total de minutes jouées · MJ : Nombre de matchs joués · MT : Matchs joués en tant que titulaire · : but · : joueur entré · : joueur remplacé · : capitaine · : carton jaune · : carton rouge |
| Majeed Waris           |          |          |          |          |             |          |          | Abréviations et symboles : · TT : Total de minutes jouées · MJ : Nombre de matchs joués · MT : Matchs joués en tant que titulaire · : but · : joueur entré · : joueur remplacé · : capitaine · : carton jaune · : carton rouge |
| Jordan Ayew            |          |          |          |          |             |          |          | Abréviations et symboles : · TT : Total de minutes jouées · MJ : Nombre de matchs joués · MT : Matchs joués en tant que titulaire · : but · : joueur entré · : joueur remplacé · : capitaine · : carton jaune · : carton rouge |

| Buts | Joueurs | Adversaires |
| ---- | ------- | ----------- |
|      |         |             |
|      |         |             |

| Buts | Joueurs | Adversaires |
| ---- | ------- | ----------- |
|      |         |             |
|      |         |             |